# Scared to Be Lonely
"Scared to Be Lonely" là một bài hát được thu âm bởi DJ người Hà Lan Martin Garrix và ca sĩ người Anh Dua Lipa. Nó được phát hành vào ngày 27 tháng 1 năm 2017. Garrix đã công chiếu bài hát tại AVA Festival 2017 ở Myanmar vào tháng Một cho Năm mới. "Scared to Be Lonely" sẽ được đua vào trong album phòng thu đầu tiên của Lipa.
Bản remix EP chính thức đầu tiên của bài hát đã được phát hành vào ngày 17 tháng 3 năm 2017, hợp tác với Brooks, DubVision, Zonderling, Alpharock, Funkin Matt, và Julien Earle. Bản thứ remix EP chính thức thứ hai được phát hành vào ngày 24 tháng 3 năm 2017, hợp tác với Gigamesh, Medasin, Loud Luxury, Conro, LOOPERS and Joe Mason.
Bản acoustic version của bài hát đã được phát hành vào ngày 7 tháng 4 năm 2017.

## Track listing
| Tải kỹ thuật số | Tải kỹ thuật số       | Tải kỹ thuật số |
| STT             | Nhan đề               | Thời lượng      |
| --------------- | --------------------- | --------------- |
| 1.              | "Scared to Be Lonely" | 3:40            |

| Tải kỹ thuật số – Acoustic Version | Tải kỹ thuật số – Acoustic Version       | Tải kỹ thuật số – Acoustic Version |
| STT                                | Nhan đề                                  | Thời lượng                         |
| ---------------------------------- | ---------------------------------------- | ---------------------------------- |
| 1.                                 | "Scared to Be Lonely" (Acoustic Version) | 4:17                               |

| Tải kỹ thuật số – Remixes, Vol. 1 | Tải kỹ thuật số – Remixes, Vol. 1          | Tải kỹ thuật số – Remixes, Vol. 1 |
| STT                               | Nhan đề                                    | Thời lượng                        |
| --------------------------------- | ------------------------------------------ | --------------------------------- |
| 1.                                | "Scared to Be Lonely" (Brooks Remix)       | 3:20                              |
| 2.                                | "Scared to Be Lonely" (DubVision Remix)    | 3:10                              |
| 3.                                | "Scared to Be Lonely" (Zonderling Remix)   | 3:54                              |
| 4.                                | "Scared to Be Lonely" (Alpharock Remix)    | 3:55                              |
| 5.                                | "Scared to Be Lonely" (Funkin Matt Remix)  | 3:38                              |
| 6.                                | "Scared to Be Lonely" (Julien Earle Remix) | 5:20                              |
| Tổng thời lượng:                  | Tổng thời lượng:                           | 23:17                             |

| Tải kỹ thuật số – Remixes, Vol. 2 | Tải kỹ thuật số – Remixes, Vol. 2         | Tải kỹ thuật số – Remixes, Vol. 2 |
| STT                               | Nhan đề                                   | Thời lượng                        |
| --------------------------------- | ----------------------------------------- | --------------------------------- |
| 1.                                | "Scared to Be Lonely" (Gigamesh Remix)    | 3:49                              |
| 2.                                | "Scared to Be Lonely" (Medasin Remix)     | 3:32                              |
| 3.                                | "Scared to Be Lonely" (Loud Luxury Remix) | 3:27                              |
| 4.                                | "Scared to Be Lonely" (Conro Remix)       | 3:22                              |
| 5.                                | "Scared to Be Lonely" (LOOPERS Remix)     | 4:11                              |
| 6.                                | "Scared to Be Lonely" (Joe Mason Remix)   | 3:27                              |
| Tổng thời lượng:                  | Tổng thời lượng:                          | 21:48                             |

## Bảng xếp hạng
| Bảng xếp hạng (2017)                            | Vị trí cao nhất |
| ----------------------------------------------- | --------------- |
| Úc (ARIA)                                       | 14              |
| Áo (Ö3 Austria Top 40)                          | 10              |
| Bỉ (Ultratop 50 Flanders)                       | 10              |
| Bỉ (Ultratop 50 Wallonia)                       | 26              |
| Canada (Canadian Hot 100)                       | 32              |
| Cộng hòa Séc (Rádio Top 100)                    | 16              |
| Cộng hòa Séc (Singles Digitál Top 100)          | 5               |
| Đan Mạch (Tracklisten)                          | 8               |
| Phần Lan (Suomen virallinen lista)              | 5               |
| Pháp (SNEP)                                     | 43              |
| Trường songid là BẮT BUỘC CHO BẢNG XẾP HẠNG ĐỨC | 9               |
| Hungary (Rádiós Top 40)                         | 22              |
| Hungary (Single Top 40)                         | 8               |
| Ireland (IRMA)                                  | 12              |
| Ý (FIMI)                                        | 21              |
| Latvia (Latvijas Top 40)                        | 9               |
| Lebanon (Lebanese Top 20)                       | 14              |
| Malaysia (RIM)                                  | 5               |
| Mexico Airplay (Billboard)                      | 16              |
| Hà Lan (Dutch Top 40)                           | 2               |
| Hà Lan (Single Top 100)                         | 3               |
| Netherlands (Dutch Dance Top 30)                | 1               |
| New Zealand (Recorded Music NZ)                 | 8               |
| Na Uy (VG-lista)                                | 2               |
| Paraguay (Monitor Latino)                       | 14              |
| Philippines (Philippine Hot 100)                | 45              |
| Bồ Đào Nha (AFP)                                | 9               |
| Scotland (OCC)                                  | 10              |
| Slovakia (Rádio Top 100)                        | 22              |
| Slovakia (Singles Digitál Top 100)              | 5               |
| Slovenia (SloTop50)                             | 49              |
| Spain (PROMUSICAE)                              | 21              |
| Thụy Điển (Sverigetopplistan)                   | 3               |
| Thụy Sĩ (Schweizer Hitparade)                   | 10              |
| Anh Quốc (OCC)                                  | 14              |
| Anh Quốc Dance (OCC)                            | 2               |
| Hoa Kỳ Billboard Hot 100                        | 76              |
| US Hot Dance/Electronic Songs (Billboard)       | 9               |
| US Mainstream Top 40 (Billboard)                | 21              |

| Bảng xếp hạng (2017)                  | Vị trí |
| ------------------------------------- | ------ |
| Australia (ARIA)                      | 48     |
| Austria (Ö3 Austria Top 40)           | 56     |
| Belgium (Ultratop Flanders)           | 46     |
| Belgium (Ultratop Wallonia)           | 89     |
| Canada (Canadian Hot 100)             | 92     |
| Denmark (Tracklisten)                 | 49     |
| Germany (Official German Charts)      | 52     |
| Hungary (Rádiós Top 40)               | 53     |
| Hungary (Single Top 40)               | 70     |
| Hungary (Stream Top 40)               | 22     |
| Italy (FIMI)                          | 75     |
| Netherlands (Single Top 100)          | 10     |
| New Zealand (Recorded Music NZ)       | 44     |
| Sweden (Sverigetopplistan)            | 14     |
| Switzerland (Schweizer Hitparade)     | 39     |
| UK Singles (Official Charts Company)  | 42     |
| US Dance/Electronic Songs (Billboard) | 17     |

## Chứng nhận
| Quốc gia | Chứng nhận  | Số đơn vị/doanh số chứng nhận |
| --- | ----------- | ----------------------------- |
| Úc (ARIA) | 2× Platinum | 140.000‡                      |
| Bỉ (BEA) | Gold        | 0‡                            |
| Canada (Music Canada) | 2× Platinum | 0*                            |
| Đan Mạch (IFPI Đan Mạch) | Platinum    | 90.000‡                       |
| Pháp (SNEP) | Platinum    | 150,000‡                      |
| Đức (BVMI) | Platinum    | 300.000‡                      |
| Ý (FIMI) | 2× Platinum | 100.000‡                      |
| Hà Lan (NVPI) | 3× Platinum | 60.000‡                       |
| New Zealand (RMNZ) | Platinum    | 30.000‡                       |
| Ba Lan (ZPAV) | 2× Platinum | 40.000‡                       |
| Bồ Đào Nha (AFP) | Platinum    | 10.000‡                       |
| Tây Ban Nha (PROMUSICAE) | Platinum    | 40.000‡                       |
| Thụy Điển (GLF) | 4× Platinum | 80.000‡                       |
| Thụy Sĩ (IFPI) | Gold        | 10.000‡                       |
| Anh Quốc (BPI) | Platinum    | 600.000‡                      |
| Hoa Kỳ (RIAA) | Platinum    | 1.000.000‡                    |
| * Chứng nhận dựa theo doanh số tiêu thụ. ^ Chứng nhận dựa theo doanh số nhập hàng. ‡ Chứng nhận dựa theo doanh số tiêu thụ và phát trực tuyến. |             |                               |